# Alexandria University
Alexandria University är ett universitet i Egypten. Det är beläget i guvernementet Alexandria, i den norra delen av landet, 180 km nordväst om Kairo. U.S. News & World Report rankade 2016 universitetet som det åttonde främsta i arabvärlden.